# Elio Di Rupo
Elio Di Rupo (født 18. juli 1951 i Morlanwelz i Belgien) er en belgisk politiker og tidligere partileder for det fransksprogede Parti Socialiste (PS) mellem 1999 og 2011. Di Rupo var Belgiens premierminister mellem 6. december 2011 og 11. oktober 2014.
Di Rupo studerede kemi ved Université de Mons-Hainaut (UMH). I 2000 blev han borgmester i Mons. I årene 1999 til 2000 og 2005 til 2007 var han ministerpræsident for Valloniens regionregering. Efter en langvarig regeringskrise tiltrådte Di Rupo som Belgiens premierminister den 6. december 2011 og siden da af en koalitionsregering frem til 11. oktober 2014.